# موسيقى الحجرة (مجموعة شعرية)
موسيقى الحجرة (بالإنجليزية: Chamber Music)‏ مجموعة شعرية من تأليف الكاتب الأيرلندي جيمس جويس. نُشِرت المجموعة في مايو من العام 1907، وتضمَّنت في النسخة الأصل 34 قصيدة، ولكنَّ جويس أضاف إليها قصيدتين لتصبح 36 قصيدة. عقب نشرها لم تُباع المجموعة الشعرية جيداً، وفي السنة الأولى من نشرها بيع منها أقل من نصف عدد النسخ المطبوعة (500 نسخة بيع أقل من نصفها). غير أنَّ المجموعة حصدت آراءً نقدية إيجابية، حيث امتدحها الشاعر الأمريكي عزرا باوند والشاعر الإنجليزي وليام بتلر ييتس. في 1909 كتب جويس إلى زوجته عن المجموعة: «عندما كتبتُ [موسيقى الحجرة]، كنت أشعر أنِّي صبياً وحيداً، يمشي بمفرده في الليل، وأُفكِّر أنَّه في يومٍ ما سأحظى بفتاةٍ تُحبُّنِي».